# Newport (Washington)
Newport is een plaats (city) in de Amerikaanse staat Washington, en valt bestuurlijk gezien onder Pend Oreille County.

## Demografie
Bij de volkstelling in 2000 werd het aantal inwoners vastgesteld op 1921.
In 2006 is het aantal inwoners door het United States Census Bureau geschat op 2184, een stijging van 263 (13,7%).

## Geografie
Volgens het United States Census Bureau beslaat de plaats een oppervlakte van
2,7 km², geheel bestaande uit land. Newport ligt op ongeveer 642 m boven zeeniveau.

## Plaatsen in de nabije omgeving
De onderstaande figuur toont nabijgelegen plaatsen in een straal van 36 km rond Newport.

## Geboren
- Cheyenne Jackson (12 juli 1975), acteur en zanger